# Copestylum pectorale
Copestylum pectorale är en tvåvingeart som först beskrevs av Camillo Rondani 1863.  Copestylum pectorale ingår i släktet Copestylum och familjen blomflugor. Inga underarter finns listade i Catalogue of Life.